# GNU Mach
GNU Mach é a implementação GNU do o micronúcleo Mach. Ele é a base de um servidor multi-funcional do sistema operacional, o Hurd. Atualmente é mantido pelos desenvolvedores Hurd do projeto GNU, e roda em máquinas IA32.

## Vantagens
Como um micronúcleo, o GNU Mach não implementa uma série de características geralmente encontradas em um sistema operacional, apenas o mínimo necessário. Isto significa que uma grande parte do código do sistema operacional de código é mantido fora do GNU Mach, e, enquanto este código pode passar por uma completa remodelação, o código do micronúcleo pode permanecer relativamente estável.
O GNU Mach é particularmente bem adaptado para o SMP e redes cluster técnicas. Threads são prestados ao nível do núcleo, e o próprio núcleo tira proveito disso. Transparência de rede no nível IPC.